# Helge Willner
Helge Willner (* 7. März 1947 in Hamm; † 4. September 2022 in Mülheim an der Ruhr) war ein deutscher Chemiker. Er war Professor für Anorganische Chemie an der Universität Wuppertal, Nordrhein-Westfalen.

## Leben
Helge Willner machte von 1963 bis 1966 eine Chemielaborantenlehre bei der Firma Schering AG in Bergkamen. Anschließend besuchte er die staatliche Ingenieurschule in Essen und erwarb 1969 die Hochschulreife. Helge Willner studierte von 1969 bis 1971 Chemie an der Westfälischen-Wilhelms-Universität in Münster, wo er im Anschluss 1974 bei H.-J. Becher über Matrixeinflüsse auf die inneren Schwingungen teraedrischer Anionen und Moleküle promovierte. Danach war er als wissenschaftlicher Assistent an der Ruhr-Universität Bochum bei A. Haas tätig und habilitierte sich 1981 an der Ruhr-Universität Bochum über Binäre Schwefel- und Selenfluoride in niedrigen Oxidationsstufen. 1982 erhielt er einen Ruf an die Universität Hannover (C3-Professur für Anorganische Chemie), wechselte 1998 als Nachfolger von P. Sartori an die Universität Duisburg (C4-Professur für Anorganische Chemie) und war ab 2003 an der Universität Wuppertal als Nachfolge von H. Bürger tätig. Willner wurde 2011 vom argentinischen Wissenschaftsminister mit dem „Dr. Luis Federico Leloir“-Preis ausgezeichnet und 2013 emeritiert.
Auslandsaufenthalte:
- 1977 Forschungsaufenthalt an der University of Virginia, Charlottesville, USA bei L. Andrews
- 1989 Forschungsfreisemester an der UBC, Vancouver, Canada bei F. Aubke
- 1992 Gastprofessur an der Universität La Plata, Argentinien

## Wissenschaftliches Wirken
Willners Forschungsschwerpunkte waren die Synthesechemie, Molekülspektroskopie und Matrixisolierung.
Auch Nachwuchsarbeit war Helge Willner wichtig. Seine Experimentalvorlesungen bei den Kinderforschungstagen an der Universität Wuppertal waren legendär. Außerdem beteiligte er sich zusammen mit Per Jensen zwischen 2005 und 2009 am Marie Curie Research Training Network, ein Netzwerk der Europäischen Union für junge Chemiker. Helge Willner engagierte sich stark für den internationalen Austausch von Wissenschaftlern und Studierenden. Er arbeitete 20 Jahre lang eng mit Friedhelm Aubke (Kanada) und mit Kollegen an den Universitäten La Plata und Córdoba (Argentinien) zusammen, initiierte und organisierte einen Austausch von Doktoranden, Nachwuchswissenschaftlern und Professoren zwischen den beteiligten Instituten und unterstützte mit zahlreichen wissenschaftlichen Projekten die Verständigung zwischen den Kulturen. Auf argentinischer Seite wurde die Kooperation u. a. finanziert von der staatlichen Forschungsförderungsorganisation CONICET, auf deutscher Seite vom Deutschen Akademischen Austauschdienst (DAAD), der Alexander von Humboldt- und der VW-Stiftung.

## Publikationen
Helge Willner meldete mehr als 40 Patente an und veröffentlichte über 330 Publikationen. Zu seinen bekanntesten Werken gehören die Lehrbücher „Allgemeine und Anorganische Chemie“ und „Übungsbuch Allgemeine Chemie“, die er als Mitautor verfasste. Zu den meistzitierten Papern gehören:
- H. Willner, F. Aubke: Homoleptic Metal Carbonyl Cations of the Electron‐Rich Metals: Their Generation in Superacid Media Together with Their Spectroscopic and Structural Characterisation. In: Angewandte Chemie International Edition. Band 36, Nr. 22, 1997, S. 2402–2425. doi:10.1002/anie.199724021
- A. Kütt, T. Rodima, J. Saame, E. Raamat, V. Mäemets, I. Kaljurand, ..., E. Bernhardt, H. Willner: Equilibrium acidities of superacids. In: The Journal of organic chemistry. Band 76, Nr. 2, 2010, S. 391–395. doi:10.1021/jo101409p
- E. Bernhardt, G. Henkel, H. Willner, G. Pawelke, H. Bürger: Synthesis and Properties of the Tetrakis (trifluoromethyl) borate Anion, [B(CF3)4]−: Structure Determination of Cs[B(CF3)4] by Single‐Crystal X‐ray Diffraction. In: Chemistry-A European Journal. Band 7, Nr. 21, 2001, S. 4696–4705. doi:10.1002/1521-3765(20011105)7:21<4696::AID-CHEM4696>3.0.CO;2-5
- M. Finze, E. Bernhardt, A. Terheiden, M. Berkei, H. Willner, D. Christen, ..., F. Aubke: Tris (trifluoromethyl) borane Carbonyl, (CF3)3BCO Synthesis, Physical, Chemical and Spectroscopic Properties, Gas Phase, and Solid State Structure. In: Journal of the American Chemical Society. Band 124, Nr. 51, 2002, S. 15385–15398. doi:10.1021/ja0209924
- H. Willner, F. Aubke: Reaction of carbon monoxide in the super acid HSO3F-Au(SO3F)3, and the gold (I) bis (carbonyl) cation [Au(CO)2]+. Isolation and characterization of gold (I) carbonyl fluorosulfate, Au(CO)SO3F. In: Inorganic Chemistry. Band 29, Nr. 12, 1990, S. 2195–2200. doi:10.1021/ic00337a004
- S. Grimme, C. Mück-Lichtenfeld, G. Erker, G. Kehr, H. Wang, H. Beckers, H. Willner: When do interacting atoms form a chemical bond? Spectroscopic measurements and theoretical analyses of dideuteriophenanthrene. In: Angewandte Chemie International Edition. Band 48, Nr. 14, 2009, S. 2592–2595. doi:10.1002/anie.200805751
- H. S. Mueller, H. Willner: Vibrational and electronic spectra of chlorine dioxide, OClO, and chlorine superoxide ClOO, isolated in cryogenic matrixes. In: The Journal of Physical Chemistry. Band 97, Nr. 41, 1993, S. 10589–10598. doi:10.1021/j100143a013
- T. W. Bell, D. M. Haddleton, A. McCamley, M. G. Partridge, R. N. Perutz, H. Willner: Photochemical isomerization of metal ethene to metal vinyl hydride complexes: a matrix-isolation and solution NMR study. In: Journal of the American Chemical Society. Band 112, Nr. 25, 1990, S. 9212–9226. Chicago. doi:10.1021/ja00181a025
- J. Jacobs, M. Kronberg, H. S. Mueller, H. Willner: An experimental study on the photochemistry and vibrational spectroscopy of three isomers of Cl2O2 isolated in cryogenic matrixes. In: Journal of the American Chemical Society. Band 116, Nr. 3, 1994, S. 1106–1114. doi:10.1021/ja00082a038
- C. Bach, H. Willner, F. Aubke, C. Wang, S. J. Rettig, J. Trotter: Cationic Iridium(III) Carbonyl Complexes: [Ir(CO)6]3+ and [Ir(CO)5Cl]2+. In: Angewandte Chemie International Edition. Band 35, Nr. 17, 1996, S. 1974–1976. doi:10.1002/anie.199619741.